# Ophisurus
Genre
Synonymes
- Leptorhynchus Smith, 1840[1]
- Ophiurus[1]

Ophisurus est un genre de poissons téléostéens serpentiformes, de l'ordre des Anguilliformes, et de la famille des Ophichthidae.

## Liste des espèces
Selon World Register of Marine Species (30 novembre 2021) :
- Ophisurus macrorhynchos Bleeker, 1853
- Ophisurus serpens (Linnaeus, 1758)

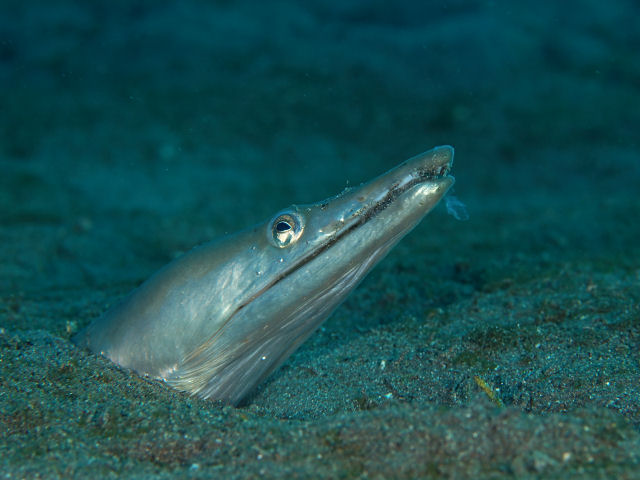
Ophisurus macrorhynchos.
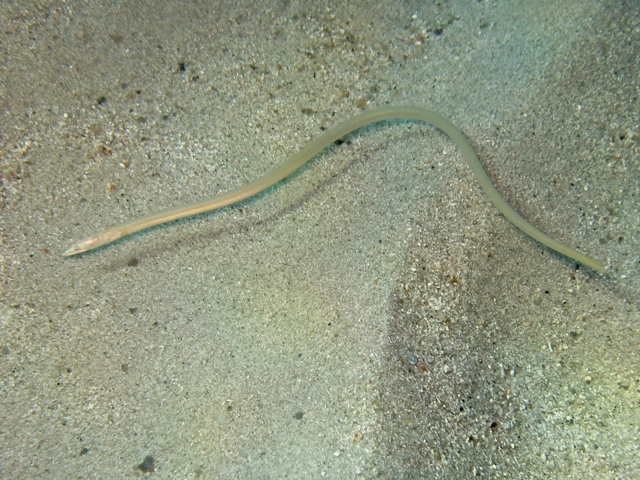
Ophisurus serpens.

## Systématique
Le nom valide complet (avec auteur) de ce taxon est Ophisurus Lacepède, 1800.
Ophisurus a pour synonymes :
- Leptorhynchus Smith, 1840
- Ophiurus Agassiz, 1846